# Gülcü proti Turčiji
V primeru Gülcü proti Turčiji je sodišče ugotovilo neprisotnost ustreznega pravnega okvirja pri strogosti kazni za mladoletnika, sodelujočega na demonstracijah in izgredih. 

## Ozadje primera
Tožeča stranka je turški državljan. Pri 15 letih je bil aretiran in zaprt, zaradi identificiranja v videoposnetku v katerem je med demonstracijami v policijo metal kamenje, da bi izrazil nestrinjanje glede pogojev pridržanja vodje kurdske delavske stranke (v nadaljevanju PKK). Istega leta ga je kazensko sodišče obsodilo za članstvo v PKK, širjenje propagande v podporo teroristični organizaciji in odpora policiji. Na podlagi teh obtožb mu je bila izrečena zaporna kazen sedem let in šest mesecev. Preden je bil izpuščen je bila odločena ponovna ocenitev njegovega primera, je odslužil leto in osem mesecev zaporne kazni. Na podlagi pritožbe je sodišče za prekrške mladoletnikov v Turčiji ponovno ocenilo njegov primer in ga oprostilo obtožbe o članstvu v teroristični organizaciji, ne pa obsodbe za širjenje propagande v podporo teroristični organizaciji, udeležbi pri demonstracijah in odporu varnostnim silam ter njihovemu oviranju. Izrek kaznivega dejanja obsodbe je bil prekinjen pod pogojem, da ne stori drugega kaznivega dejanja naslednja tri leta. 
Pred turškim sodiščem je priznal, da je izgovarjal slogan "Dolgo naj živi predsednik PKK" in da je na policijo metal kamenje, vendar je izjavil, da ni bil povezan s PKK in da je bil med demonstracijo ujet v množici.

## Postopek
V pritožbi na Evropsko sodišče za človekove pravice je zaradi svoje obsodbe trdil, da je bila kazen, ki mu je bila naložena, nesorazmerna. 
V Sodbi je Evropsko sodišče za človekove pravice preučilo vprašanje ali je bil kršen 11. člen Evropske konvencije o človekovih pravicah in svoboščinah, ki obsega svobodo združevanja in zborovanja. Sodišče je uporabilo 11. člen Evropske konvencije o človekovih pravicah in svoboščinah o svobodi združevanja in zborovanja, kakor tudi 37. člen Konvencije ZN (Združenih Narodov) o otrokovih pravicah in splošne opombe št. 10 in 6. člen Evropske konvencije o človekovih pravicah o poštenem sojenju. 
Evropsko sodišče za človekove pravice je sklenilo, da je bila glede na mladost tožečega, strogost naloženih kazni nesorazmerna z zakonitimi cilji preprečevanja motenj in kriminala ter zaščite pravic in svoboščin drugih. Domača sodišča niso upoštevala mladosti tožečega, skladno z notranjim pravom in številnimi mednarodnimi konvencijami, zlasti 37. členom Konvencije ZN o otrokovih pravicah in splošne opombe št. 10 , v skladu s katero se lahko pripor, pridržanje ali zaporno kazen otroka uporabi samo v skrajnem primeru in za najkrajše ustrezno časovno obdobje. Evropsko sodišče je ugotovilo napako kazenskega sodišča, ki ni navedlo utemeljitve za obsodbo njegovega članstva v PKK in spoznanja, da je tožnik kriv širjenja propagande v podporo teroristični organizaciji, kar je v nasprotju s procesnimi jamstvi v 11. členu Evropske konvencije o človekovih pravicah in svoboščinah za zagotovitev razlogov za poseg v pravico do svobode združevanja in zborovanja. Poudarilo je, da je bila obveznost za obrazložitev odločitve bistveno postopkovno jamstvo v skladu s 6. členom pravice do poštenega sojenja stranke, da bi morali biti uslišani njihovi argumenti, s čimer jim daje sodišče možnost ugovarjanja ali pritožbe zoper odločbo in služi kot utemeljitev javnosti, zakaj je bila določena sodna odločba izdelana. Tožeči v roku ni predložil zahtevka za pravično zadoščenje skladno z 41.členom Evropske konvencije o človekovih pravicah in svoboščinah, zato je sodišče odločilo, da zahtevka ni bilo. 

## Odločitev ESČP
Senat sedmih sodnikov je soglasno odločil o zadevi.